# R.S. Thomas
Ronald Stuart Thomas, känd som R.S. Thomas, född 29 mars 1913, död 25 september 2000, var en walesisk poet och anglikansk präst. 

## På svenska
- Minnen av eld: dikter (i urval och tolkning av Ingemar och Mikaela Leckius, Artos, 1995)
- Mässa för hårda tider: dikter (i urval och översättning av Bo Gustavsson och Lars Nyström, Ellerström, 1997)